# Radhi Shenaishil
Radhi Shenaishil, né le 11 août 1966 à Bagdad, est un footballeur et aujourd'hui entraîneur irakien.

## Palmarès

### Entraîneur
- 4e de la Coupe d'Asie des nations 2015